# Deadline – Jede Sekunde zählt
Deadline – Jede Sekunde zählt ist eine Krimiserie, die von 2007 bis 2008 auf  Sat.1 ausgestrahlt wurde. Spätere Folgen liefen im Jahr 2011 auf 9Live. Die Handlung folgt den Tätigkeiten des Kriseninterventionsteams der Berliner Polizei, Autor der Episoden ist unter anderem Johannes W. Betz. Die Serie ist eine Produktion von Studio Hamburg.

## Handlung
Das Grundmotiv der einzelnen Episoden ist jeweils ein Wettlauf gegen die Zeit, laut einer Rezension in der FAZ in einer „Variante für Begriffsstutzige“, die sich bei amerikanischen Vorbildern wie 24 bediene. Dabei muss sich das Kriseninterventionsteam etwa gegen Geiselnehmer, Entführer und potentielle Rachetäter behaupten. Chef des Teams ist der praktisch veranlagte und unkonventionell vorgehende Matthias Berg, die Psychologin Nina Ritter, der Ermittler Birger Neuhaus und der Kriminaltechniker Schmidt. Ihre Vorgesetzte ist Kriminaldirektorin Franziska Friedmann, die mit dem Team öfters Konflikte ausficht.

## Hauptdarsteller
| Schauspieler       | Rolle               |
| ------------------ | ------------------- |
| Heio von Stetten   | Matthias Berg       |
| Sonsee Neu         | Nina Ritter         |
| Katharina Thalbach | Franziska Friedmann |
| Oliver Boysen      | Birger Neuhaus      |
| Daniel Zillmann    | Schmidt             |

Für die Rolle der Kriminaldirektorin war ursprünglich Katja Riemann vorgesehen. Wegen Unstimmigkeiten noch während der Pilotfolge trennte sich Sat.1 jedoch schon nach kurzer Zeit von ihr. Ihr Ersatz Katharina Thalbach wurde in einer FAZ-Kritik ausdrücklich gelobt, sie alleine mache die Serie sehenswert.

## Ausstrahlung und Einschaltquoten
Die Erstausstrahlung auf dem deutschen Sender Sat.1 war vom 15. November 2007 bis zum 10. Januar 2008 zu sehen.
Eine unvollständige Auflistung gemessener Einschaltquoten und Marktanteile veranschaulicht folgende Tabelle:
| Datum                    | Zuschauer | Zuschauer       | Marktanteil | Marktanteil     | Quellen |
| Datum                    | Gesamt    | 14 bis 49 Jahre | Marktanteil | Marktanteil     | Quellen |
| Datum                    | Gesamt    | 14 bis 49 Jahre | Gesamt      | 14 bis 49 Jahre | Quellen |
| ------------------------ | --------- | --------------- | ----------- | --------------- | ------- |
| 15. November 2007        | 2,32 Mio. | 1,06 Mio.       | 7,1 %       | 8,2 %           | [ 6 ]   |
| 22. November 2007        | 2,26 Mio. | –               | 7,0 %       | 8,6 %           | [ 7 ]   |
| 6. Dezember 2007         | 1,95 Mio. | –               | 7,2 %       | –               | [ 8 ]   |
| 13. Dezember 2007        | 1,86 Mio. | 0,82 Mio.       | 6,0 %       | 6,9 %           | [ 9 ]   |
| 3. Januar 2008           | 1,58 Mio. | –               | –           | 5,2 %           | [ 10 ]  |
| 10. Januar 2008 (Finale) | 1,69 Mio. | –               | –           | –               | [ 11 ]  |

Bereits nach der Ausstrahlung der 5. Folge wurde aufgrund mangelhafter Einschaltquoten bekannt gegeben, dass es keine zweite Staffel geben und die Serie vorläufig auch nur noch bis Folge 9 gesendet werden wird. Vom 1. Juni bis zum 13. Juni 2011 wurde die Serie bei 9Live ausgestrahlt. Dabei wurden die verbleibenden vier Folgen dann in deutscher Erstausstrahlung gezeigt. Sat.1 strahlte die Serie ab März 2012, im Nachtprogramm, erstmals auch auf einem HD-Kanal aus. Im Herbst 2012 begann der Pay-TV-Sender AXN mit der Ausstrahlung. Seit Juli 2013 läuft die Serie auf Sixx.
| Start             | Ende            | Episoden | Sender |
| ----------------- | --------------- | -------- | ------ |
| 15. November 2007 | 10. Januar 2008 | 9        | Sat.1  |
| 1. Juni 2011      | 13. Juni 2011   | 13       | 9Live  |

### Episodenliste
| Nr. | Originaltitel     | Erstausstrahlung (DE)     |
| --- | ----------------- | ------------------------- |
| 1   | Tunnelblick       | 15. November 2007 (Sat.1) |
| 2   | Spielkamerad      | 22. November 2007 (Sat.1) |
| 3   | Rache             | 29. November 2007 (Sat.1) |
| 4   | Nacht ohne Morgen | 6. Dezember 2007 (Sat.1)  |
| 5   | Doppelspiel       | 13. Dezember 2007 (Sat.1) |
| 6   | Ultimatum         | 20. Dezember 2007 (Sat.1) |
| 7   | Schlaflos         | 27. Dezember 2007 (Sat.1) |
| 8   | Mutprobe          | 3. Januar 2008 (Sat.1)    |
| 9   | Blutspur          | 10. Januar 2008 (Sat.1)   |
| 10  | Notaufnahme       | 10. Juni 2011 (9Live)     |
| 11  | Schlafende Hunde  | 11. Juni 2011 (9Live)     |
| 12  | Wer einmal lügt   | 12. Juni 2011 (9Live)     |
| 13  | Die Falle         | 13. Juni 2011 (9Live)     |

## Quoten
| Folge | Sendeplatz    | Staffelpremiere | Staffelfinale | Tv Saison | Zuschauer | Zuschauer       | Marktanteil | Marktanteil     |
| Folge | Sendeplatz    | Staffelpremiere | Staffelfinale | Tv Saison | Gesamt    | 14 bis 49 Jahre | Gesamt      | 14 bis 49 Jahre |
| ----- | ------------- | --------------- | ------------- | --------- | --------- | --------------- | ----------- | --------------- |
| 1 – 9 | Do. 20:15 Uhr | 15. Nov. 2007   | 10. Jan. 2008 | 2007/08   | 1,80 Mio. | 0,80 Mio.       | TBA         | 6,6 %           |